# Damian Salas
Damian Andrés Salas (* 1975) ist ein professioneller argentinischer Pokerspieler. Er gewann 2020 als erster Südamerikaner die Poker-Weltmeisterschaft.

## Persönliches
Salas stammt aus Chascomús und lebt in Buenos Aires. Er studierte Wirtschaftsrecht an der Universidad Nacional de La Plata und arbeitete anschließend als Rechtsanwalt. Salas ist verheiratet und dreifacher Vater.

## Pokerkarriere
Salas spielt seit Juli 2007 Onlinepoker. Er nutzt auf der Plattform PokerStars den Nickname pampa27 und spielt bei GGPoker, partypoker sowie ehemals bei Full Tilt Poker unter seinem echten Namen. Auf den Onlinepokerräumen hat er sich mit Turnierpoker mehr als 13,5 Millionen US-Dollar erspielt, womit er einer der erfolgreichsten Onlineturnierspieler ist. Der Großteil von über 6,5 Millionen US-Dollar wurde dabei auf PokerStars gewonnen. Im Jahr 2021 stand der Argentinier zeitweise auf dem siebten Platz des PokerStake-Rankings, das die erfolgreichsten Onlinepoker-Turnierspieler weltweit listet.
Seine erste Geldplatzierung bei einem Live-Turnier erzielte Salas im Januar 2009 bei der Latin American Poker Tour (LAPT) in Viña del Mar. Mitte März 2009 gewann er bei der LAPT in Punta del Este sein erstes Live-Turnier und erhielt eine Siegprämie von mehr als 40.000 US-Dollar. Im Juni 2009 war er erstmals bei der World Series of Poker (WSOP) im Rio All-Suite Hotel and Casino am Las Vegas Strip erfolgreich und kam bei zwei Turnieren der Variante No Limit Hold’em in die Geldränge. Beim Torneo Internacional de Corrientes wurde er Ende September 2012 Zweiter, was ihm umgerechnet rund 50.000 US-Dollar einbrachte. Mitte November 2013 setzte sich Salas beim High Roller der LAPT Punta del Este durch und sicherte sich den Hauptpreis von 107.800 US-Dollar. Beim High-Roller-Event der Brazilian Series of Poker in São Paulo gelangte er Anfang Dezember 2014 und 2015 jeweils an den Finaltisch und erhielt für seinen dritten und zweiten Platz insgesamt Preisgelder von umgerechnet knapp 150.000 US-Dollar. Bei der WSOP 2016 spielte sich der Argentinier bei einem Shootout-Event an den Finaltisch und belegte dort den mit knapp 65.000 US-Dollar dotierten fünften Platz. Im Jahr darauf erreichte er beim Main Event der WSOP 2017 als erster Argentinier überhaupt mit dem sechstgrößten Chipstack den Finaltisch, den er anschließend auf dem mit mehr als 1,4 Millionen US-Dollar prämierten siebten Platz beendete. Anfang November 2019 wurde Salas bei einem Super High Roller in Puerto Iguazú Zweiter und erhielt über 130.000 US-Dollar. Beim aufgrund der COVID-19-Pandemie online auf partypoker ausgespielten Main Event der World Poker Tour belegte er Mitte September 2020 den mit rund 815.000 US-Dollar dotierten dritten Platz. Anfang Dezember 2020 spielte er sich auf der Online-Plattform GGPoker an den Finaltisch des International Main Events der WSOP 2020, dessen Finaltisch am 15. Dezember 2020 live im King’s Resort in Rozvadov ausgespielt wurde. Dort sicherte er sich den Sieg, erhielt den Hauptpreis von mehr als 1,5 Millionen US-Dollar und qualifizierte sich für das finale Heads-Up am Las Vegas Strip. Das Duell mit Joseph Hebert sollte ursprünglich am 30. Dezember 2020 gespielt werden. Da Salas die Einreise in die Vereinigten Staaten zunächst verweigert worden war, wurde das Duell auf den 3. Januar 2021 verlegt. Dort setzte sich der Argentinier nach 173 gespielten Händen durch und kürte sich als erster Südamerikaner zum Poker-Weltmeister. Salas erhielt ein Bracelet sowie eine Siegprämie von einer Million US-Dollar. Bei der WSOP 2022, die erstmals im Bally’s Las Vegas und Paris Las Vegas ausgespielt wurde, erreichte er im Main Event den siebten Turniertag und schied dort auf dem mit mehr als 260.000 US-Dollar dotierten 27. Platz aus.
Insgesamt hat sich Salas mit Poker bei Live-Turnieren knapp 3,5 Millionen US-Dollar erspielt.